# Релян
Рѐлян (на сръбски: Рељан или Reljan; на албански: Lerani) е село в Югоизточна Сърбия, Пчински окръг, община Прешево.

## История
В края на XIX век Релян е село в Прешевска кааза на Османската империя. Църквата „Свети Архангел Гавриил“ е от 1898 година. Според статистиката на Васил Кънчов („Македония. Етнография и статистика“) от 1900 година Реленъ е населявано от 90 жители българи християни и 200 жители арнаути мохамедани. Според патриаршеския митрополит Фирмилиан в 1902 година в Релян има 16 сръбски патриаршистки къщи.
Албанците в община Прешево бойкотират проведеното през 2011 г. преброяване на населението.
Според преброяването на населението от 2002 г. селото има 694 жители.

### Етнически състав
Данните за етническия състав на населението са от преброяването през 2002 г.
- албанци – 489 жители (70,46%)
- сърби – 203 жители (29,25%)
- руснаци – 1 жител (0,14%)
- неизвестно – 1 жител (0,14%)